# Gábor Balogh
Gábor Balogh (Budapest, 5 agosto 1976) è un pentatleta ungherese.

## Palmarès
In carriera ha conseguito i seguenti risultati:
- Giochi olimpici:

Sydney 2000: argento nel pentathlon moderno individuale.
- Mondiali:

Città del Messico 1998: argento nel pentathlon moderno a squadre.
Budapest 1999: oro nel pentathlon moderno individuale, staffetta a squadre ed a squadre.
Pesaro 2000: argento nel pentathlon moderno individuale.
Millfield 2001: oro nel pentathlon moderno individuale ed a squadre.
San Francisco 2002: oro nel pentathlon moderno a squadre.
Pesaro 2003: oro nel pentathlon moderno a squadre e staffetta a squadre.
Berlino 2007: bronzo nel pentathlon moderno a squadre.
- Europei

Székesfehérvár 1997: oro nel pentathlon moderno staffetta a squadre.
Uppsala 1998: argento nel pentathlon moderno a squadre.
Drzonków 1999: oro nel pentathlon moderno a squadre e staffetta a squadre.
Székesfehérvár 2000: oro nel pentathlon moderno staffetta a squadre.
Sofia 2001: oro nel pentathlon moderno a squadre.
Usti nad Labem 2002: oro nel pentathlon moderno a squadre e bronzo individuale.
Usti nad Labem 2003: argento nel pentathlon moderno a squadre.
Montepulciano 2005: oro nel pentathlon moderno staffetta a squadre ed a squadre.
Budapest 2006: oro nel pentathlon moderno staffetta a squadre, a squadre ed individuale.
Riga 2007: argento nel pentathlon moderno a squadre.